# SuperStar România
SuperStar România a fost o emisiune de talente muzicale care se difuza în 2021 pe postul de televiziune Pro TV. În sezonul 1 juriul emisiunii a fost format din Smiley, Marius Moga, Carla's Dreams și Raluka iar difuzarea a fost în zilele de vineri și sâmbătă.
Această emisiune a fost abandonată după unicul sezon al acesteia, pentru că nu a excelat în audiențe. 
Pro TV deține în continuare formatul The Voice.